# 芬兰本部

芬兰本部的徽章

芬兰本部（芬蘭語：Varsinais-Suomi），是芬兰西南部的一个历史省份，首府为图尔库。它与萨塔昆塔、海梅及新地接壤，同时隔着波罗的海与奥兰相望。现今的一个行政区也叫芬兰本部区。

## 行政管理

芬兰本部历史省份（蓝色部分）

芬兰本部位于1917至1997年间的圖爾庫-波里省，及1997至2009年间的西芬兰省。2009年后废除了芬兰的省份。

## 历史
芬兰本部历史省份自13世纪起为瑞典的一部分，1809年当芬兰被割让给俄国时就随着从瑞典分离出来。最初时“芬兰”仅指这块地区，但后来“芬兰”在意思上取代了传统上的“厄斯特兰”（东部地区）。